# US Transfoot
El US Transfoot es un equipo de fútbol de Madagascar que juega en la Liga Regional de Toamasina, en el segundo nivel de fútbol en el país.

## Historia
Fue fundado en el año 2000 en la ciudad de Toamasina y es uno de los dos equipo de la ciudad en coronarse campeones de la Copa de Madagascar junto al AS Fortior. Nunca han ganado el Campeonato malgache de fútbol.
A nivel internacional han participado en 3 torneos continentales, en donde su mejor participación ha sido en la Copa Confederación de la CAF 2006, en la que fueron eliminados en la ronda de play-off por el Interclube de Angola

## Palmarés
- Copa de Madagascar: 1

2002

## Participación en competiciones de la CAF
| Temporada | Torneo                       | Ronda            | Club                 | Casa  | Visita | Global  |
| --------- | ---------------------------- | ---------------- | -------------------- | ----- | ------ | ------- |
| 2002      | Recopa Africana              | 1                | Kaiser Chiefs        | w.o.1 | 0-4    | 0-4     |
| 2002      | Recopa Africana              | 2                | SS Jeanne d'Arc      | w.o.2 | 1-3    | 1-3     |
| 2002      | Recopa Africana              | Cuartos de final | USM Algiers          | 1-3   | 2-8    | 3-11    |
| 2005      | Copa Confederación de la CAF | 1                | Tanzania Prisons     | 4-1   | 0-1    | 4-2     |
| 2005      | Copa Confederación de la CAF | 2                | Al-Merreikh Omdurmán | 3-1   | 0-3    | 3-4     |
| 2006      | Liga de Campeones de la CAF  | 1                | AS Excelsior         | 2-0   | 1-3    | 3-3 (a) |
| 2006      | Liga de Campeones de la CAF  | 2                | Mamelodi Sundowns    | 1-1   | 2-2    | 3-3 (a) |
| 2006      | Liga de Campeones de la CAF  | 3                | Asante Kotoko FC     | 1-0   | 0-6    | 1-6     |
| 2006      | Copa Confederación de la CAF | Play-off         | Interclube           | 0-0   | 0-1    | 0-1     |

1- Kaiser Chiefs fue descalificado.

2- Jeanne d'Arc abandonó el torneo.

## Jugadores

### Jugadores destacados
- Valentin Mazinot
- Josoa Razafimahatratra